# Carl von Opel
Carl Opel (a partir de 1918 von Opel; 31 de agosto de 1869 — 16 de fevereiro de 1927) foi um empresário alemão.
Em 1998 foi incluído no Automotive Hall of Fame.

## Vida
Seu pai, Adam Opel, fundou a Opel em 1862 em Rüsselsheim, fabricante de máquinas de costura, fabricando depois bicicletas. Após a morte de Adam Opel seus cinco filhos assumiram sua firma. Em 1898 Carl, Wilhelm e Friedrich começaram a fabricar automóveis, após comprarem a pequena fábrica de motores de Friedrich Lutzmann em Dessau.
Em 17 de janeiro de 1918 em Darmstadt Carl recebeu o título de nobreza von do último grão-duque Ernesto Luís de Hesse do Grão-Ducado de Hesse e em 7 de março foi nomeado conselheiro privado. Seus irmãos Wilhelm e Heinrich tinham recebido o título um ano antes.